# Alim Selimau
Alim Maximowitsch Selimow (belarussisch Алім Максімавіч Селімаў / Alim Maksimawitsch Selimau; russisch Алим Максимович Селимов; lesgisch Селимрин Максиман хва Алим / Selimrin Maksiman chwa Alim; * 26. Januar 1983 in Kassumkent, Dagestanische ASSR, Russische SFSR, UdSSR) ist ein belarussischer Ringkämpfer lesgischer Herkunft. Alim Selimow wurde 2005 und 2011 Weltmeister im griechisch-römischen Stil im Mittelgewicht.

## Werdegang
Alim Selimow ging in Kassumkent, wo auch seine Mutter als Lehrerin arbeitet, zur Schule. Sein Vater starb früh und so wurde er auch von seinem älteren Bruder erzogen, der ihn auch 1991 zum Ringen brachte. Auf Anraten eines älteren Freundes fuhr er 1998 nach Masyr in Belarus, wo der Onkel des Freundes Malik Eskenderow, ein gebürtiger Dagestaner, an der Kinder- und Jugendsportschule als Ringertrainer für den griechisch-römischen Stil arbeitete. Bei ihm verbesserte er sich deutlich, sodass er auf die Schule der Olympiareserve in Homel wechseln konnte. Bei einem Besuch in seiner Heimat Dagestan nach seinem Weltmeistertitel 2005 sagte Selimow, dass es „der große Verdienst seines Trainers Malik Eskenderow war, dass er Weltmeister geworden ist“. Selimow war zunächst Freistilringer, doch nach einer Verletzung wechselte er zum griechisch-römischen Stil.
Bei den Ringer-Weltmeisterschaften 2005 in Budapest hatte Selimow alle seine Kämpfe gewinnen können, darunter auch die Duelle gegen Kim Jung-sub aus Südkorea, Sándor Bárdosi aus Ungarn und im Finale gegen Alexei Mischin aus Russland.
Bei den Weltmeisterschaften 2007 wurde Selimow Zehnter. 2006 war Wjatscheslaw Makarenko von Dinamo Homel für die Ukraine bei den Weltmeisterschaften gestartet, erreichte aber nur den 22. Platz.
Im Jahre 2008 gelang es Alim Selimow nicht, sich für die Teilnahme an den Olympischen Spielen in Peking zu qualifizieren. In den Jahren 2009 und 2010 war er auf keiner internationalen Ringermatte zu sehen. 2011 feierte er aber ein Comeback. Er startete dabei bei der Europameisterschaft in Dortmund und verlor dort nach zwei gewonnenen Kämpfen gegen Jan Fischer aus Deutschland und belegte den 9. Platz. Bei der Weltmeisterschaft 2011 in Istanbul überraschte er dann die ganze Ringerwelt und wurde mit sechs Siegern zum zweiten Mal Weltmeister. Im Finale bezwang er dabei den Polen Damian Janikowski knapp nach Punkten (2:1 Runden, 3:3 Punkte).
Alim Selinow ist der erste Ringerweltmeister aus Dagestan. Er gewann 2007 auch eine Bronzemedaille bei den Militärweltmeisterschaften, war zweifacher Meister Dagestans, 2002 belarussischer Meister und 2003 Meister von Polen.
Alim Selimow ist 1,75 Meter groß und trainiert beim Trade Union Sports Club Homel. Er ist verheiratet und hat eine Tochter. Er hat 2009 die Sportfakultät der Staatsuniversität „Francysk Skaryna“ in Homel absolviert. Nach einem kurzen Wehrdienst studiert er seit 2010 Geschichte und Psychologie an der Staatsuniversität „Janka Kupala“ in Hrodna.
Im Olympiajahr 2012 kam er nicht richtig in Form. Er belegte bei Vorbereitungs-Turnier in Saransk und in Dortmund im Mittelgewicht jeweils nur den 10. Platz. Bei den Olympischen Spielen 2012 in London startete er ebenfalls in der Gewichtsklasse bis 84 kg (Mittelgewicht), verlor aber seine beiden Kämpfe gegen Alan Chugajew, Russland und Danjal Gadschiew aus Kasachstan und belegte nur den 12. Platz.

## Internationale Erfolge
| Jahr | Platz | Wettbewerb                                 | Gewichtsklasse | Ergebnis |
| 2005 | 8.    | EM in Warna                                | Mittel         | nach einem Sieg über Marcin Letki, Polen, und einer Niederlage gegen Laimutis Adomaitis, Litauen |
| 2005 | 1.    | WM in Budapest                             | Mittel         | nach Siegen über Nenad Žugaj, Kroatien, Janarbek Kenjajew, Kirgisistan, Kim Jung-sub, Südkorea, Sándor Bárdosi, Ungarn, und Alexei Mischin, Russland                                                 |
| 2006 | 3.    | Golden Grand Prix in Baku                  | Mittel         | hinter Nazmi Avluca, Türkei, und Oleksandr Darahan, Ukraine |
| 2006 | 3.    | Militär-Weltmeisterschaften in Baku        | Mittel         | hinter Oleg Schokalow, Russland, und Bolat Abdullajew, Ukraine |
| 2007 | 10.   | WM in Baku                                 | Mittel         | nach Siegen über Alo Toom, Estland, und Denis Nikolajew, Israel, und einer Niederlage gegen Ara Abrahamian, Schweden                                                                                 |
| 2008 | 18.   | Olympia-Qualif.-Turnier in Novi Sad        | Mittel         | Sieger: Schalwa Gadabadse, Aserbaidschan vor Attila Bátky, Slowakei und Laimutis Adomaitis, Litauen                                                                                                  |
| 2008 | 5.    | Grosser Preis von Deutschland in Dortmund  | Mittel         | hinter Melonin Noumonvi, Frankreich, Andrej Baranowski, Polen, Shingo Matsumoto, Japan und Artur Michalkiewicz, Polen                                                                                |
| 2011 | 5.    | "Vehbe-Emre"-Memorial in Istanbul          | Mittel         | hinter Hassan Saman Tahmasebi, Iran, Nenad Zugaj, Kroatien, Wassyl Ratschyba, Ukraine und Davor Chadorchi Abedinzadeh, Iran                                                                          |
| 2011 | 3.    | Welt-Cup-Turnier in Minsk                  | Mittel         | hinter Taleb Nariman Nematpour und Hassan Saman Tahmasebi, beide Iran |
| 2011 | 9.    | EM in Dortmund                             | Mittel         | nach Siegen über Ahmet Yildirim, Türkei und Mate Sopadse, Georgien und einer Niederlage gegen Jan Fischer, Deutschland                                                                               |
| 2011 | 16.   | "Wladyslaus-Pytlasinski"-Memorial in Radom | Mittel         | Sieger: Alan Chugajew vor Alexei Mischin, beide Russland |
| 2011 | 1.    | WM in Istanbul                             | Mittel         | nach Siegen über Taichi Oka, Japan, Janarbek Kenjejew, Hassan Saman Tahmasebi, Nenad Zugaj, Rami Hietaniemi, Finnland (2:1 Runden, 2:2 Punkte) und Damian Janikowski, Polen (2:1 Runden, 3:3 Punkte) |
| 2012 | 10.   | Welt-Cup in Saransk                        | Mittel         | Sieger: Taleb Nariman Nehmatpoir, Iran vor Laszlo Antalovics, Ungarn |
| 2012 | 10.   | Großer Preis von Deutschland in Dortmund   | Mittel         | Sieger: Kristoffer Johansson, Schweden vor Rami Hietaniemi, Finnland |
| 2012 | 12.   | OS in London                               | Mittel         | nach Niederlagen gegen Alan Chugajew, Russland und Danjal Gadschiew, Kasachstan |

Erläuterungen
- alle Wettbewerbe im griechisch-römischen Stil
- OS = Olympische Spiele, WM = Weltmeisterschaft, EM = Europameisterschaft
- Mittelgewicht, Gewichtsklasse bis 84 kg Körpergewicht